# 897
Évszázadok: 8. század – 9. század – 10. század
Évtizedek: 840-es évek – 850-es évek – 860-as évek – 870-es évek – 880-as évek – 890-es évek – 900-as évek – 910-es évek – 920-as évek – 930-as évek – 940-es évek
Évek: 892 – 893 – 894 – 895  –  896 – 897 – 898 – 899 – 900 – 901 – 902

## Események

### Európa
- VI. István pápa exhumáltatja Formosus pápa kilenc hónapos holttestét és az ún. hullaperben felelősségre vonja tetteiért. A pápai ornátusba öltöztetett, trónra ültetett holttestet elítélik, megfosztják főpapi jelvényeitől, levágják áldásosztó ujjait, aztán bedobják a Teverébe.
- Lambert itáliai császár, anyja Ageltrude és rokona, IV. Guidó spoletói herceg Rómába utaznak hogy Lambert császári címét megerősíttessék István pápával. Itt Guidót riválisa, Alberic meggyilkolja és elragadja a hercegi címet.
- Augusztusban a hullaper miatt felháborodott római nép fellázad VI. István pápa ellen; bebörtönzik és börtönében megfojtják. Utódjául Romanust választják, aki visszavonja István minden rendeletét.
- Novemberben Romanust ismeretlen körülmények között lemondatják és kolostorba küldik, helyére pedig II. Theodorust választják meg, aki szintén visszavonja István rendeleteit és újratemetteti Formosust; azonban még decemberben meghal. Halálának oka nem ismert, egyes feltételezések szerint meggyilkolták.
- Odó nyugati frank király kiegyezik riválisával, Együgyű Károllyal és kinevezi őt örökösévé.

### Abbászida Kalifátus
- Al-Mutadid kalifa kihasználja az egyiptomi Túlúnidák válságát és a kiskorú kormányzók gyengeségét: Szíria Homsztól északra eső részét visszaveszi tőlük és az éves adót 300-ról 450 ezer dinárra emeli.
- A zajdita al-Hádí ilal-Hakkot Jemenben imámmá választják. A félautonóm imámok ezután egészen 1970-ig uralják Jement.

### Japán
- A 31 éves Uda császár lemond 12 éves fia, Daigo javára (három évvel később kolostorba vonul).

## Születések
- Abu al-Faradzs al-Iszfahání, arab történetíró
- Kjongszun, az utolsó sillai király

## Halálozások
- Al-Buhturí, arab költő
- Al-Jaakúbi, arab utazó, geográfus
- Itáliai Ermengard, frank királyné
- IV. Guidó, spoletói herceg
- VI. István, római pápa
- II. Theodorus, római pápa

## Fordítás
- Ez a szócikk részben vagy egészben  a(z)   897 című angol Wikipédia-szócikk ezen változatának fordításán alapul.  Az eredeti cikk szerkesztőit annak laptörténete sorolja fel. Ez a jelzés csupán a megfogalmazás eredetét és a szerzői jogokat jelzi, nem szolgál a cikkben szereplő információk forrásmegjelöléseként.